# Xã Drammen, Quận Lincoln, Minnesota
Xã Drammen (tiếng Anh: Drammen Township) là một xã thuộc quận Lincoln, tiểu bang Minnesota, Hoa Kỳ. Năm 2010, dân số của xã này là 118 người.